# Jason Starr
Pour les articles homonymes, voir Starr.
Jason Starr né le 22 novembre 1966 à Brooklyn dans le comté de New York, est un écrivain de roman policier et un scénariste de bande dessinée américain.

## Biographie
Éprouvant des difficultés à se faire publier, il exerce divers petits métiers : plongeur, analyste financier, assistant de publication, télévendeur, avant de vivre de sa plume. Ces expériences se retrouvent dans ses premiers ouvrages, comme dans Simple comme un coup fil, où Bill Moss, le narrateur, est agent de vente dans une agence de télémarketing.
Ne trouvant pas de maison d’édition aux États-Unis, il est d’abord publié au Royaume-Uni. Il est aujourd’hui traduit en douze langues.
Plusieurs projets d’adaptations de ses romans au cinéma et à la télévision sont en cours, les plus avancés étant ceux de ses romans The Follower (Harcelée) par Brett Easton Ellis et Tough Luck, non traduit à ce jour, par Michael Rapaport.

## Œuvre

### Romans
- Cold Caller (1998) Publié en français sous le titre Simple comme un coup de fil , Fleuve noir, 1998, traduction de Laetitia Devaux.
- Nothing Personal (2000) Publié en français sous le titre Petits meurtres à Manhattan , Fleuve noir, 2001.traduction de Marie Ollivier
- Fake I.D. (2000) Publié en français sous le titre Loser, Rivages/Noir, n°804, 2011, traduction de Fréderic Brument.
- Hard Feelings (2002) Publié en français sous le titre Mauvais karma, Le Rocher, 2004, réédition Rivages/Noir, n°584, 2005, traduction de Marie Ollivier-Caudray.
- Tough Luck (2003) Publié en français sous le titre Petit Joueur, Sueurs froides, 2015, traduction de Fréderic Brument.
- Twisted City (2004) Publié en français sous le titre La ville piège, Le Rocher, 2005, réédition Rivages/Noir, n°698, 2008, traduction de Marie Ollivier-Caudray.
- Lights Out (2006) Publié en français sous le titre Frères de Brooklyn, Le Rocher, 2007 réédition Rivages/Noir, n°738, 2009, traduction de Marie Ollivier-Caudray.
- The Follower (2007) Publié en français sous le titre Harcelée, Le Rocher, 2011, réedition Rivages/Noir, n°876, 2012, traduction de Marie Ollivier-Caudray.
- Panic Attack (2009) Publié en français sous le titre Crise de panique, Alphée, 2011, traduction de Marie Ollivier-Caudray.
- The Pack (2011)
- The Craving (2012)
- Savage Lane (2015)
- Fugitive Red (2018)
- The Next Time I Die (2022)

### Romans (coécrit avecKen Bruen)
- Bust (2006) Publié en français sous le titre Sombres desseins, Seuil Thriller, 2008, traduction de Simon Almette.
- Slide (2007)
- The Max (2008)

### Bande dessinée
- The Chill (2010) scénario, avec Mick Bertilorenzi (dessin). Publié en français sous le titre Le Frisson, Delcourt, Dark Night, 2011, traduction de Timothée Cortegianni.

### Comic books
- Justice, Inc.. (2009-2010)
- Sand (2010)
- First Wave Special #1 (2011)
- Punisher Max (2012)
- Wolverine Max(2012)
- Ant-Man: Ennemi Naturel (2015)

### Nouvelles
- Bloodlines: An Anthology of Horse Racing (2006) (avec Maggie Estep)